# Врбовка
Врбовка (словац. Vrbovka) — село, громада округу Вельки Кртіш, Банськобистрицький край, центральна Словаччина, регіон Новоград. Кадастрова площа громади — 10,6 км².
Населення 347 особа (станом на 31 грудня 2017 року).

## Історія
Врбовка вперше згадується в 1327 році.

## Населення
| Рік:            | 1994. | 2004.   | 2014.    | 2024.    |
| --------------- | ----- | ------- | -------- | -------- |
| Кількість осіб: | 452   | 413     | 351      | 315      |
| Різниця:        |       | -8,62 % | -15,01 % | -10,25 % |

| Рік:            | 2023. | 2024.   |
| --------------- | ----- | ------- |
| Кількість осіб: | 321   | 315     |
| Різниця:        |       | -1,86 % |